# Ichneumon pupparum
Ichneumon pupparum är en stekelart som beskrevs av Geoffroy 1785. Ichneumon pupparum ingår i släktet Ichneumon och familjen brokparasitsteklar. Inga underarter finns listade i Catalogue of Life.